# I Will Be There with You
I Will Be There with You（アイ ウィル  ビー ゼア ウィズ ユー）は、デイヴィッド・フォスターの楽曲。

## 概要
日本航空のオリジナル曲であり、大空へ飛び立つ飛行機を思い描きながらフォスターが書き下ろしたとされる。2008年から2011年まではコーポレートソングとして、搭乗時の機内BGMのほか、CMや電話予約センターの保留音、機内ビデオ等に用いられていた。
2010年、「I Will Be There with You～あふれる想い」として杏里によって日本語バージョンが収録された（日本語歌詞:吉元由美）。このバージョンは杏里のベストアルバム『Heart to Heart 〜with you〜』に収録された。

2011年、会社更生法適用を経て再出発を果たした日本航空はロゴマークを変更（かつて使用されていた「鶴丸」デザインに回帰）するなど企業イメージの一新を図った。それに伴い本楽曲のコーポレートソングとしての使用は終了し、新たに制作された「明日の翼」（久石譲作曲）に置き換えられた。
ただし搭乗時の機内BGMとしてインストゥルメンタル版が現在も継続使用されており、JALグループ運行便の機内で聴くことができる。

フォスターの作品集『デイヴィッド・フォスター・ワークス 2』（2019年1月23日日本発売）には、妻であるキャサリン・マクフィーによるヴォーカルバージョンが収録されている。